# Spencer Prior
Spencer Justin Prior (* 22. April 1971 in Southend-on-Sea) ist ein ehemaliger englischer Fußballspieler und aktueller -trainer. Als Innenverteidiger spielte er in der Premier League für Norwich City, Leicester City, Derby County und Manchester City. Er ließ in Australien die aktive Karriere ausklingen und startete von dort im Jahr 2011 als Assistent der australischen Nationalmannschaft eine Trainerkarriere im Frauenfußball.

## Sportlicher Werdegang

### Aktive Spielerkarriere
Prior begann die aktive Laufbahn in seiner Geburtsstadt bei Southend United. Dort entwickelte er sich zu einem soliden Innenverteidiger einer Mannschaft, die sich nach dem Abstieg aus der dritten Liga im Jahr 1989 in den beiden darauf folgenden Jahren über einen doppelten Aufstieg in die zweite Liga hochspielte. Dort war Prior, der zuvor 48 Ligapartien in drei Jahren absolviert hatte, plötzlich Stammkraft und in den beiden Zweitligaspielzeiten 1991/92 und 1992/93 mit insgesamt 87 Meisterschaftseinsätzen ein wichtiger Faktor beim jeweiligen Klassenerhalt. Damit weckte er das Interesse von höherklassigeren Klub, darunter die Wolverhampton Wanderers und Norwich City. Für Norwich aus der Premier League sprach letztlich unter anderem, dass sich der Klub für den UEFA-Pokal qualifiziert hatte und die „Wolves“ nur in der zweiten Liga spielten.
So wechselte Prior im Juni 1993 für eine Ablösesumme von 300.000 Pfund nach Norwich, wo er Teil der Mannschaft war, die überraschend im UEFA-Pokal den FC Bayern München ausschaltete, bevor sie im Achtelfinale an Inter Mailand scheiterte. Dabei gehörte er in München zu der Startelf, die im Hinspiel mit einem 2:1-Sieg den Grundstein fürs Weiterkommen legte. Mit 30 Ligaeinsätzen in zwei Jahren war Prior jedoch nie Stammspieler, was sich erst nach dem Abstieg im Jahr 1995 änderte. Zuvor hatte der Neuzugang Jon Newsome für eine verschärfte Wettbewerbssituation in der Innenverteidigung gesorgt. Aufgrund einer Verletzungsmisere konnte Prior seine Stärken im Abwehrzentrum im Verlauf des Abstiegsjahrs erstmals regelmäßiger unter Beweis stellen, die in einer guten Physis, Kopfballstärke und Beweglichkeit lagen. Mit seiner unspektakulären, aber zuverlässigen Spielweise war er dann auch im Zweitligajahr 1995/96 plötzlich ein fester Bestandteil und verpasste nur zwei von 46 Meisterschaftspartien. Nach verpasstem Wiederaufstieg zeigte sich mit Leicester City ein weiterer Erstligist interessiert an Priors Verpflichtung und so heuerte er im August 1996 für 600.000 Pfund bei dem von Martin O’Neill trainierten Verein an.
In Leicester verbrachte Prior ein äußerst erfolgreiches erstes Jahr. Er war auf Anhieb Stammspieler und mit dem Gewinn des Ligapokals 1997 – Prior absolvierte beide Finalpartien gegen den FC Middlesbrough – errang er die erste „Major Trophy“ in seiner aktiven Karriere. Nach einem weiteren Jahr zog er weiter zu Derby County, wo er den abgewanderten Christian Dailly ersetzen sollte. Nach einer ersten Spielzeit 1998/99 als Stammkraft bei den „Rams“ verlor er seinen festen Platz spätestens im November 1999, als Trainer Jim Smith ihm eine Freigabe für einen Wechsel erteilte. Zu den Interessenten zählten zunächst Ipswich Town sowie in Schottland Heart of Midlothian und erneut in England Huddersfield Town unter Trainer Steve Bruce. Im Januar 2000 scheiterte der Abschluss eines Transfers zu Nottingham Forest unter anderem auch daran, dass Derbys Verpflichtung des Norwegers Stig Inge Bjørnebye vom FC Liverpool nicht zustande kam. Nach weiterem Interesse von Sheffield Wednesday unterzeichnete Spencer letztlich im März 2000 beim ambitionierten Zweitligisten Manchester City. Dort war er mit neun Ligaeinsätzen und drei Toren zum Abschluss der Saison 1999/2000 nicht unwesentlich für den Aufstieg mitverantwortlich. Maßgeblich getrieben war die Verpflichtung durch den verletzungsbedingten Ausfall von Andy Morrison gewesen und die Tatsache, dass die „Citizens“ für die entscheidenden Spiele mit Gerard Wiekens und Richard Jobson nur noch über zwei einsatzfähige Innenverteidiger verfügte.
Nach dem Aufstieg fiel Prior in der Hackordnung zurück, nachdem Trainer Joe Royle mit Steve Howey, Richard Dunne und Paul Ritchie gleich drei neue Konkurrenten verpflichtet hatte und auch Morrison von seiner Langzeitverletzung zurückgekehrt war. So zog Prior Ende Juni 2001 für 700.000 Pfund weiter zum Drittligisten Cardiff City. Bei dem walisischen Verein, der gerade erst aus der vierten englischen Liga aufgestiegen war, entwickelte sich Prior auf Anhieb zum Stammspieler. In den beiden Jahren bis Mitte 2003 absolvierte er jeweils 37 von 46 Meisterschaftsspielen und nach einem knappen Scheitern im Aufstiegsrennen in den Playoffs der Saison 2001/02 gelang im Jahr darauf der Zweitligaaufstieg. Hier war Prior Teil der Elf, die im siegreichen Playoff-Finale gegen die Queens Park Rangers (1:0) ohne Gegentor blieb. In seinem dritten Jahr wurde er dann von dem jungen James Collins verdrängt, so dass ihm Cardiffs Trainer Lennie Lawrence im Mai 2004 die Freigabe für einen Wechsel erteilte. Prior kehrte in die Heimat zu Southend United zurück und war dort Teil des Teams, das zwischen 2004 und 2006 von der vierten in die zweite englische Liga durchmarschierte. Nach dem Ende seiner aktiven Profikarriere im englischen Fußball zum Ende der Saison 2006/07 wanderte Prior nach Australien aus und war kurzzeitig bei den Newcastle Jets sowie Manly United beschäftigt.

### Traineraktivitäten
Nachdem er im Jahr 2007 mit seiner Familie nach Australien ausgewandert war, arbeitete Prior als Fußballexperte für Fox Sports Australia und engagierte sich als Trainer im Schulsport und bei kleineren Vereinen. Parallel dazu begann er daran, seine Trainerlizenz zu erlangen. Im Dezember 2008 verkündete der Erstligist Newcastle Jets die Verpflichtung Priors bis zum Ende der Saison 2008/09. Im Januar 2011 wurde er Assistent von Tom Sermanni bei der australischen Nationalmannschaft (genannt „Matildas“) und nahm in dieser Funktion an der WM-Endrunde 2011 in Deutschland teil, bei der erst im Viertelfinale Endstation war. Dazu betreute er einige Jahre die U-20-Auswahl Australiens („Young Matildas“) und war technischer Direktor in Tasmanien. Im Jahr 2016 unterzeichnete er einen Zweijahresvertrag als Nationaltrainer der thailändischen Nationalmannschaft. Bei seiner nächsten Station fungierte er ab Juli 2019 beim thailändischen Erstligisten Port FC als technischer Direktor, bevor im Rahmen der Covid19-Pandemie nach Australien zurückkehrte und dort ab Herbst 2020 APIA Leichhardt trainierte. Im November 2022 übernahm das Cheftraineramt als Nationaltrainer von Papua-Neuguinea. Mit der dortigen Frauenauswahl scheiterte er bei der Qualifikation zur WM-Endrunde 2023 in Australien und Neuseeland erst in den Ausscheidungsspielen im Halbfinale an Panama (0:2).

## Titel/Auszeichnungen
- Englischer Ligapokal (1): 1997